# Adevismo
Adevismo (do termo em sânscrito deva, por analogia com ateísmo) é um termo introduzido por Friedrich Max Müller para implicar a negação dos deuses, em particular, dos deuses lendários do Hinduísmo Védico. Müller utilizou-o nas Gifford Lectures em conexão com a filosofia Vedanta, como correlato da ignorância ou nesciência. Em contextos modernos, é raramente encontrado, embora às vezes seja usado para representar uma descrença em quaisquer deuses, contrastando com uma descrença específica na divindade judaico-cristã (Deus). O adevismo não deve ser confundido com o ateísmo, que é a negação de um deus ou deuses. O adevismo é usado extremamente raramente na escrita, provavelmente devido ao uso frequente do termo ateísmo, que soa similar.

## Ligação externa
- Gifford lectures, 1892, c. ix.